# Waldemar Stanisław Sommertag
Waldemar Stanisław Sommertag (Więcbork, 6 de fevereiro de 1968) é um diplomata e prelado polonês da Igreja Católica pertencente ao serviço diplomático da Santa Sé.

## Biografia
Licenciado em direito canônico, recebeu a ordenação presbiteral em 30 de maio de 1993 na Catedral de Pelplin, pelo bispo Jan Bernard Szlaga.
Entrou no serviço diplomático da Santa Sé a 19 de junho de 2000, trabalhando nas Representações Papais na Tanzânia, Nicarágua, Bósnia e Herzegovina, Israel, Palestina e Chipre e na Seção para Relações com os Estados da Secretaria de Estado.
É fluente, além do polonês nativo, em italiano, inglês, espanhol, alemão e russo.
Em 15 de fevereiro de 2018, o Papa Francisco o nomeou núncio apostólico na Nicarágua, onde era conselheiro, com a dignidade de arcebispo titular de Maastricht. Recebeu a ordenação episcopal em 19 de março seguinte, na Basílica de São Pedro, do Papa Francisco, coadjuvado pelo Cardeal Secretário de Estado Pietro Parolin e pelo cardeal Fernando Filoni, prefeito da Congregação para a Evangelização dos Povos.
Em 2022, com as perseguições religiosas em andamento promovidas por Daniel Ortega, acabou sendo expulso do país em 12 de março. Permaneceu no cargo até sua nomeação como núncio apostólico para Senegal, Mauritânia, Cabo Verde e Guiné-Bissau, em 6 de setembro do mesmo ano.